# Tetsuya Kakihara
Tetsuya Kakihara (柿原 徹也, Kakihara Tetsuya), né le 24 décembre 1982 à Düsseldorf, est un seiyū travaillant pour 81 Produce.
Kakihara est capable de parler trois langues : allemand, japonais et anglais.

## Rôles

### Animation
- Amnesia : Shin
- Ah! My Goddess : étudiant (épisode 22)
- Beyblade Metal Fusion : Hyouma
- Blazblue Alter Memory : Jin Kisaragi
- Bleach : Ggio Vega
- Blue Exorcist : Amaimon
- Brave 10 : Sarutobi Sasuke
- Boruto : Naruto Next Generations : Deepa
- Corpse Party : Tortured Souls : Sakutaro Morishige
- Cross Game : Mizuki Asami
- Divine Gate : Akane
- Doki Doki School Hours : Koro-chan
- Dog Days : Gaul le Prince de Galette
- Dragonaut - The Resonance : Kazuki Tachibana
- Fairy Tail : Natsu Dragneel
- Fullmetal Alchemist: Brotherhood : Kain Fuery
- Fushigiboshi no Futagohime : Bright
- Ga-Rei Zero : Masaki Shindou
- Genshin Impact : Scaramouche
- Gurren Lagann : Simon
- Hanasakeru Seishōnen : Toranosuke V Haga
- Hakkenden Touhou Hakken Ibun : Shino
- K project : Adolf K. Weissmen
- Kannagi : Crazy Shrine Maidens : Meguru Akiba
- Kilari : Toriya Kamiyama (ep 2)
- Lilpri : Wish
- Linebarrels of Iron : Kouichi Hayase
- Log Horizon (Rundelhaus Cord)
- Magical Girl Lyrical Nanoha A's : Lævateinn, Graf Eisen, Randy
- Magical Girl Lyrical Nanoha StrikerS : Lævateinn, Graf Eisen, Strada
- Magi : Kouha Ren
- Maid Sama! : Gouki Aratake
- Makai Ouji : Devils and Realist : Camio
- Minami-ke : Fujioka
- Monkey Typhoon : Announcer
- Moshidora : Keiichirō Asano
- Nabari : Sōrō Katō
- Nanbaka : Uno
- Nepos Napos : Timo
- Nura : Le Seigneur des Yokaï : Shima Jiro
- Occultic;Nine : Shun Moritsuka
- One Piece : Gardeo (Episode 654)
- Pokémon : Diamond & Pearl : Reiji
- Princess Princess : Yutaka Mikoto
- Prism Ark : Hyaweh
- Rinne : Masato
- Romeo x Juliet : Mercutio
- Saint Seiya: The Lost Canvas : Pegasus Tenma
- Saint Seiya Omega : Dragon Ryûhô
- Shangri-La : MEDUSA
- Servamp : Arisuin Mikuni
- Yowamushi Pedal : Toudou Jinpachi
- Finder Series : AkihitoTakaba
- Final Fantasy XV : Prompto
- The Laws of the Universe : 1ère partie : Tyler